# 麥列倫南山
麥列倫南山（英語：Mount McLennan）是南極洲的山峰，位於維多利亞地，海拔高度超過1,600米，以加拿大多倫多大學的物理學家命名，現時由南極條約體系管理。
77°35′S 162°56′E / 77.583°S 162.933°E